# Rezerwowe Oddziały Milicji Obywatelskiej

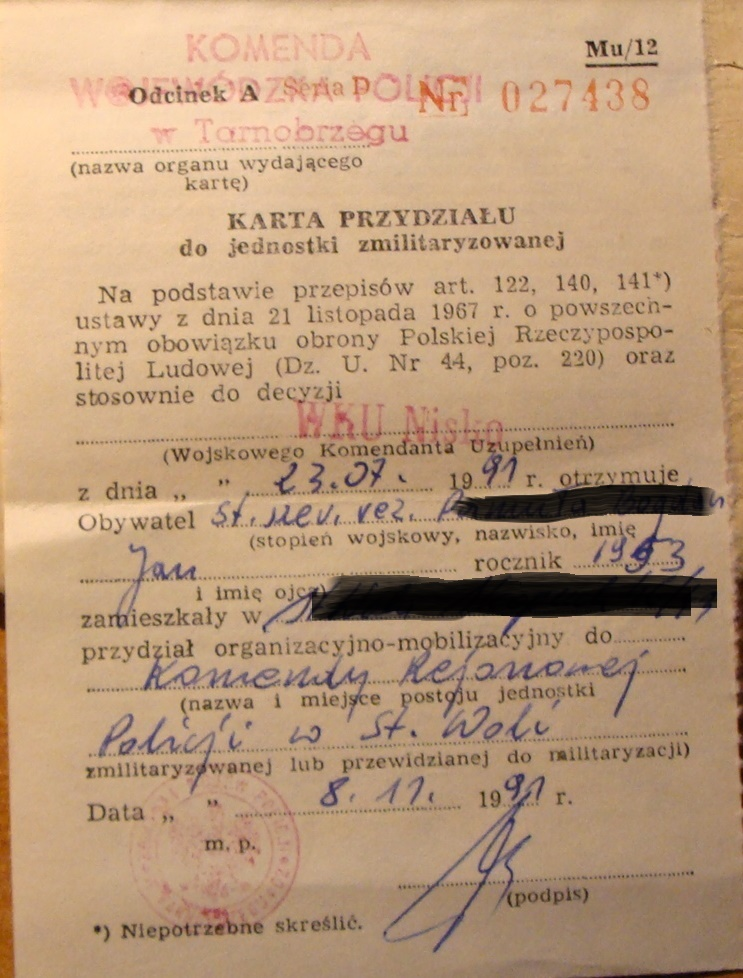
Karta przydziału do ROMO rezerwisty NJW MSW.

Rezerwowe Oddziały Milicji Obywatelskiej (ROMO) – oddziały formowane głównie z żołnierzy rezerwy Wojsk Ochrony Pogranicza (WOP) i Nadwiślańskich Jednostek Wojskowych – formacji podległych MSW, oraz z żołnierzy wojska polskiego, których powoływano na podstawie decyzji WKU i kart przydziału do komend milicji. Powołanie następowało na podstawie art. 100 ustawy z dnia 21 listopada 1967 r. o powszechnym obowiązku obrony.  

## Historia
Pierwsze wzmianki o ROMO pojawiają się już w 1968. Prawdopodobną datą powołania ROMO –  były wydarzenia poznańskiego czerwca 1956 które ukazały brak przygotowania wojska i milicji do pacyfikowania dużych rozruchów ulicznych. Formalną podstawę do utworzenia ZOMO i ROMO  stanowiła uchwała Rady Ministrów PRL z 4 grudnia 1956 (A. Dudek podaje inną datę tej uchwały, tj. Wigilia, 24 grudnia 1956). Pierwsze oddziały formowano z żołnierzy rezerwy którzy wcześniej zasadniczą służbę wojskową odbywali w ZOMO. Dowódcami tych oddziałów byli funkcjonariusze MO, czasowo do nich oddelegowywani. 
Oddziały ROMO tworzone były przez Wojewódzkie Komendy MO, następnie od 1983 przez Wojewódzkie Urzędy Spraw Wewnętrznych, a po zmianach ustrojowych  w latach 90. XX wieku przez komendy Policji. Podstawową jednostką były kompania, czasami tworzono również bataliony. Żołnierze rezerwy powoływani byli na czas wyznaczony do realizacji zadań. ROMO najbardziej było widoczne podczas stanu wojennego. Było wykorzystywane do patrolowania miast, a także do służby na punktach blokadowych i kontrolnych na drogach. W następnych latach było używane m.in. do zabezpieczania wizyt Jana Pawła II w Polsce. Ostatecznie oddziały ROMO rozwiązano po utworzeniu Policji i jednostek Prewencji w latach 90. XX wieku.
Użyteczność oddziałów tworzonych przymusowo, w obliczu powszechnej niechęci powoływanych żołnierzy rezerwy wobec Milicji Obywatelskiej  była bardzo niska. Próby kierowania ich przeciw demonstrującym na ulicach cywilom kończyły się niepowodzeniem wobec faktu, że formacja ta była bardzo słabo wyszkolona i wyposażona.
Zobacz też
- ZOMO
- ORMO
- NOMO